# Porcellio flavocinctus
Porcellio flavocinctus är en kräftdjursart som beskrevs av Gustav Budde-Lund 1879. Porcellio flavocinctus ingår i släktet Porcellio och familjen Porcellionidae. Inga underarter finns listade i Catalogue of Life.